# Lisianthius martii
Lisianthius martii är en gentianaväxtart som beskrevs av August Heinrich Rudolf Grisebach. Lisianthius martii ingår i släktet Lisianthius och familjen gentianaväxter. Inga underarter finns listade i Catalogue of Life.